# Patrimoni dell'umanità del Vietnam
I patrimoni dell'umanità del Vietnam sono i siti dichiarati dall'UNESCO come patrimonio dell'umanità in Vietnam, che è divenuto parte contraente della Convenzione sul patrimonio dell'umanità il 19 ottobre 1987.
Al 2025 i siti iscritti nella Lista dei patrimoni dell'umanità sono nove, mentre sei sono le candidature per nuove iscrizioni. Il primo sito iscritto nella lista è stato nel 1993 il complesso dei monumenti di Huế, durante la diciassettesima sessione del comitato del patrimonio mondiale. Gli altri siti furono aggiunti nel 1994, 1999 (due), 2003, 2010, 2011, 2014 e 2025. Sei siti sono considerati culturali, secondo i criteri di selezione, due naturali e uno misto; uno è parte di un sito transnazionale.

## Siti del Patrimonio mondiale
| Foto | Sito                                                                      | Luogo                                                                   | Tipo                          | Anno             | Descrizione |
| ---- | ------------------------------------------------------------------------- | ----------------------------------------------------------------------- | ----------------------------- | ---------------- | --- |
|      | Complesso dei monumenti di Huế                                            | Huế                                                                     | Culturale (678; iv)           | 1993             | Fondata come capitale del Vietnam unificato nel 1802, Huế era non solo il centro politico, ma anche culturale e religioso sotto la dinastia Nguyễn fino al 1945. Il Fiume dei Profumi si snoda attraverso la città, la città imperiale, la Città Proibita Purpurea e il centro storico, donando a questa capitale feudale unica una cornice di grande bellezza naturale. |
|      | Baia di Halong - Arcipelago di Cat Ba                                     | Haiphong, Provincia di Quang Ninh                                       | Naturale (672; vii, viii)     | 1994-2000-2023   | La baia di Ha Long, nel Golfo del Tonchino, comprende circa 1 600 isole e isolotti, che formano uno spettacolare paesaggio marino di pilastri calcarei. L'estensione del sito comprende una moltitudine di isole calcaree e imponenti pilastri calcarei che si innalzano dal mare, con tacche erose, archi e grotte che creano un paesaggio pittoresco e bellissimo. Qui si trovano sette tipi chiave di ecosistemi e l'area ospita specie endemiche minacciate come il presbite dalla testa bianca (Trachypithecus poliocephalus), il geco tigre di Cat Ba (Goniurosaurus Catbaensis) e la lontra asiatica dalle piccole unghie (Aonyx cinerea). |
|      | Città antica di Hoi An                                                    | Hội An                                                                  | Culturale (948; ii, v)        | 1999             | L'antica città di Hội An è un esempio eccezionalmente ben conservato di porto commerciale del sud-est asiatico risalente al XV e XIX secolo. I suoi edifici e il suo piano stradale riflettono le influenze, sia indigene che straniere, che si sono combinate per produrre questo sito unico del patrimonio mondiale. |
|      | Santuario di Mỹ Sơn                                                       | Duy Phú                                                                 | Culturale (949; ii, iii)      | 1999             | Tra il IV e il XIII secolo si sviluppò sulla costa del Vietnam contemporaneo una cultura unica che doveva le sue origini spirituali all'induismo indiano. Ciò è illustrato graficamente dai resti di una serie di imponenti templi-torri situati in un sito spettacolare che fu la capitale religiosa e politica del Regno Champa per la maggior parte della sua esistenza. |
|      | Parco nazionale di Phong Nha-Ke Bang (e Parco nazionale di Hin Nam No)    | Provincia di Quang Binh (condiviso con Laos)                            | Naturale (951; viii, ix, x)   | 2003-2015(-2025) | Il Parco nazionale di Phong Nha-Ke Bang e il Parco nazionale di Hin Nam No costituiscono un'estensione transfrontaliera del Parco nazionale di Phong Nha-Ke Bang in Vietnam, iscritto nel 2003. Situato sulla Catena Annamita, il parco presenta aspri paesaggi carsici, profonde grotte, tra cui la vasta grotta di Xe Bang Fai, nonché una ricca biodiversità e i relativi usi tradizionali locali. Il parco si trova all'interno dell'hotspot di biodiversità indo-birmano, che ospita oltre 1 500 specie di piante e 536 specie di vertebrati, tra cui numerose specie endemiche e minacciate a livello globale come il langur duca dalle zampe rosse e il pangolino della Sonda. Anche specie uniche come il ratto delle rocce laotiano e il ragno cacciatore gigante vivono nell'area. I suoi diversi ecosistemi spaziano dalle foreste di pianura agli habitat carsici d'alta quota.                                                                                 |
|      | Settore centrale della Cittadella imperiale di Thang Long - Hanoi         | Hanoi                                                                   | Culturale (1328; ii, iii, vi) | 2010             | La cittadella imperiale di Thang Long fu costruita nell'XI secolo dalla dinastia Ly Viet, segnando l'indipendenza del Đại Việt. È stato costruito sui resti di una fortezza cinese risalente al VII secolo, su un terreno bonificato bonificato dal delta del fiume Rosso ad Hanoi. Fu il centro del potere politico regionale per quasi 13 secoli senza interruzione. Gli edifici della cittadella imperiale e i resti del sito archeologico di 18 Hoang Dieu riflettono una cultura unica del sud-est asiatico specifica della bassa valle del fiume Rosso, al crocevia tra le influenze provenienti dalla Cina a nord e l'antico regno di Champa a sud. |
|      | Cittadella della dinastia Ho                                              | Tây Giai                                                                | Culturale (1358; ii, iv)      | 2011             | La cittadella della dinastia Ho del XIV secolo, costruita secondo i principi del feng shui, testimonia la fioritura del neo-confucianesimo nel Vietnam della fine del XIV secolo e la sua diffusione in altre parti dell'Asia orientale. Secondo questi principi era situato in un paesaggio di grande bellezza paesaggistica su un asse che unisce i monti Tuong Son e Don Son in una pianura tra i fiumi Ma e Buoi. Gli edifici della cittadella rappresentano un eccezionale esempio di un nuovo stile di città imperiale del sud-est asiatico. |
|      | Complesso paesaggistico del Tràng An                                      | Provincia di Ninh Binh                                                  | Misto (1438; v, vii, viii)    | 2014             | Situato vicino al margine meridionale del delta del fiume Rosso, il Complesso paesaggistico di Tràng An è uno spettacolare paesaggio di vette carsiche calcaree permeate di valli, molte delle quali in parte sommerse e circondate da ripide scogliere quasi verticali. L'esplorazione di grotte a diverse altitudini ha rivelato tracce archeologiche dell'attività umana per un periodo continuo di oltre 30 000 anni. Illustrano l'occupazione di queste montagne da parte di cacciatori-raccoglitori stagionali e come si sono adattati ai principali cambiamenti climatici e ambientali, in particolare alla ripetuta inondazione del paesaggio dal mare dopo l'ultima era glaciale. La storia dell'occupazione umana continua attraverso il Neolitico e l'età del bronzo fino all'era storica. Hoa Lu, l'antica capitale del Vietnam, fu strategicamente stabilita qui nel X e XI secolo d.C. La proprietà contiene anche templi, pagode, risaie e piccoli villaggi. |
|      | Complesso di monumenti e paesaggi di Yen Tu-Vinh Nghiem-Con Son, Kiep Bac | Provincia di Bac Giang, Provincia di Hai Duong, Provincia di Quang Ninh | Culturale (1732; iii, vi)     | 2025             | Il patrimonio comprende 20 siti distribuiti tra montagne boscose, pianure e valli fluviali. Incentrata sulla catena montuosa dello Yến Tử, fu dimora della dinastia Trần durante il XIII e il XIV secolo e luogo di nascita del buddismo Trúc Lâm, una tradizione Zen tipicamente vietnamita che diede forma al regno Dai Viet. Il complesso comprende pagode, templi, santuari e resti archeologici legati a figure religiose e storiche. Strategicamente situato in un contesto geologicamente favorevole, rimane una vivace meta di pellegrinaggio. |

## Siti candidati
| Foto | Sito                                                            | Luogo                                                                 | Tipo                         | Anno       | Descrizione |
| ---- | --------------------------------------------------------------- | --------------------------------------------------------------------- | ---------------------------- | ---------- | --- |
|      | Complesso di bellezza naturale e monumenti storici di Hương Sơn | Distretto di Mỹ Đức                                                   | Misto (960)                  | 15/07/1991 | L'area del complesso di Hương Sơn è un habitat naturale di molte specie rare e preziose di fauna e flora tropicali, nonché dell'uomo primitivo nel nord del Vietnam. Un certo numero di grotte, come Luon, Sap Bon, Sung Sam e Giac, siti archeologici appartenenti alla cultura Hoa Binh, risalgono a oltre 10 000 anni fa. Nel lontano passato, sfruttando le bellezze naturali locali, gli antichi Việt costruirono un sistema di centinaia di pagode buddiste e templi in grotte sui fianchi delle montagne e lungo i ruscelli, la più spettacolare delle quali è la grotta Huong Tich che è anche la più bella grotta naturale nel paese.              |
|      | Area delle antiche pietre incise a Sa Pa                        | Distretto di Sa Pa                                                    | Misto (959)                  | 15/11/1997 | I ricercatori hanno scoperto più di 200 pezzi di pietre scolpite con immagini diverse, tra cui quelle grandi (più di 2 o 3 metri) hanno spesso disegni complicati. La maggior parte delle pietre con disegni complicati si trova vicino alla vecchia area di culto dell'etnia thailandese. I pezzi di pietra sono scolpiti con immagini di diversi modelli: ad esempio, alcuni sono scolpiti con l'immagine della valle Mường Hoa e della sorgente Hoa circondata da campi che corrono alternati a strade a zigzag che conducono alle aree residenziali. |
|      | Parco nazionale di Cat Tien                                     | Provincia di Binh Phuoc, Provincia di Dong Nai, Provincia di Lam Dong | Naturale (5070; vii, ix, x)  | 21/06/2006 | Il Parco nazionale di Cat Tien è una riserva di risorse naturali in Vietnam con molte specie rare ed endemiche di fauna e flora, come sito ricco d'interesse per scienziati, turisti nazionali e stranieri. Il parco fa parte del complesso della foresta tropicale umida e una delle foreste naturali più rigogliose rimaste in Vietnam. |
|      | Grotta di Con Moong                                             | Thành Yên                                                             | Culturale (5072)             | 21/06/2006 | Il Parco nazionale di Cuc Phuong non è solo un sito di protezione di animali rari e preziosi in Vietnam, ma è stato istituito anche per preservare significativi reperti archeologici nel periodo preistorico. Tra questi reperti il più notevole è il sito archeologico denominato grotta di Con Moong (la "grotta della Bestia"). La grotta di Con Moong è uno dei siti archeologici che contengono la stratigrafia culturale più spessa in Vietnam. Il sito archeologico è composto da 10 diversi strati di terreno che, in base alla struttura degli strati del suolo e degli elementi tipici, è possibile classificare in 3 diversi livelli culturali. |
|      | Area del patrimonio naturale di Ba Bể - Na Hang                 | Provincia di Bac Kan, Provincia di Tuyen Quang                        | Naturale (6262; vii, x)      | 31/05/2017 | L'area del patrimonio naturale di Ba Be - Na Hang è composta da quattro parti principali: il Parco nazionale di Ba Be, la Riserva naturale di Nam Xuan Lac, la Riserva naturale di Na Hang e la foresta di protezione di Lam Binh. Attraverso le ricerche, si può vedere che l'area del patrimonio naturale di Ba Be - Na Hang rappresenta una tipica porzione della foresta primaria su montagne calcaree con fauna e flora abbondanti e diversificate; questa zona racchiude anche molti valori di biodiversità. |
|      | Sito archeologico di Óc Eo - Ba Thê                             | Distretto di Thoai Son                                                | Culturale (6572; ii, iii, v) | 04/01/2022 | Dalle rovine del sito archeologico di Óc Eo - Ba Thê è stata dimostrata l'esistenza di una cultura associata al regno del Funan, un paese ricco e potente nel sud-est asiatico dall'inizio dell'era cristiana fino al VII secolo. Il sito archeologico di Óc Eo - Ba Thê era a quel tempo il principale punto di trasbordo tra l'Oceano Indiano e l'Oceano Pacifico attraverso l'istmo di Kra nel sud della Thailandia. Questo sito racchiude valori storici, culturali e scientifici tipici di una delle antiche civiltà scomparse. |